# AFC Beach Soccer Championship 2011
L’AFC Beach Soccer Championship 2011 è la 5ª edizione di questo torneo.

## Squadre partecipanti
Di seguito le 11 squadre partecipanti.
- Bahrein
- Cina
- Indonesia
- Iran

- Kuwait
- Iraq
- Giappone
- Oman

- Siria
- Emirati Arabi Uniti
- Uzbekistan

## Fase a gironi
Di seguito la fase a gironi.

### Girone A
| Team   | G | V | V+ | P | GF | GS | +/- | P |
| ------ | - | - | -- | - | -- | -- | --- | - |
| Oman   | 3 | 3 | 0  | 0 | 20 | 9  | +11 | 9 |
| Cina   | 3 | 2 | 0  | 1 | 9  | 4  | +5  | 6 |
| Iraq   | 3 | 0 | 1  | 2 | 10 | 20 | −10 | 2 |
| Kuwait | 3 | 0 | 0  | 3 | 11 | 17 | −6  | 0 |

| Squadra 1 | Risultato | Squadra 2 |
| --------- | --------- | --------- |
| Cina      | 5-2       | Iraq      |
| Oman      | 8-6       | Kuwait    |
| Cina      | 4-1       | Kuwait    |
| Oman      | 11-3      | Iraq      |
| Iraq      | 5-4 dts   | Kuwait    |
| Oman      | 1-0       | Cina      |

### Girone B
| Team     | G | V | V+ | P | GF | GS | +/- | P |
| -------- | - | - | -- | - | -- | -- | --- | - |
| Iran     | 2 | 1 | 1  | 0 | 10 | 4  | +6  | 5 |
| Giappone | 2 | 1 | 0  | 1 | 13 | 9  | +4  | 3 |
| Siria    | 2 | 0 | 0  | 2 | 4  | 14 | −10 | 0 |

| Squadra 1 | Risultato | Squadra 2 |
| --------- | --------- | --------- |
| Giappone  | 9-4       | Siria     |
| Iran      | 5-0       | Siria     |
| Iran      | 5-4 dts   | Giappone  |

### Girone C
| Team                | G | V | V+ | P | GF | GS | +/- | P |
| ------------------- | - | - | -- | - | -- | -- | --- | - |
| Emirati Arabi Uniti | 3 | 3 | 0  | 0 | 12 | 3  | +9  | 9 |
| Bahrein             | 3 | 2 | 0  | 1 | 10 | 9  | +1  | 6 |
| Uzbekistan          | 3 | 1 | 0  | 2 | 11 | 9  | +2  | 3 |
| Indonesia           | 3 | 0 | 0  | 3 | 6  | 18 | −12 | 0 |

| Squadra 1           | Risultato | Squadra 2  |
| ------------------- | --------- | ---------- |
| Bahrein             | 4-3       | Uzbekistan |
| Emirati Arabi Uniti | 6-1       | Indonesia  |
| Bahrein             | 5-2       | Indonesia  |
| Emirati Arabi Uniti | 2-1       | Uzbekistan |
| Uzbekistan          | 7-3       | Indonesia  |
| Emirati Arabi Uniti | 4-1       | Bahrein    |

## Finali

### Quarti di finale
| Squadra 1           | Risultato | Squadra 2  |
| ------------------- | --------- | ---------- |
| Iran                | 5-3       | Uzbekistan |
| Oman                | 5-2       | Siria      |
| Giappone            | 6-2       | Bahrein    |
| Emirati Arabi Uniti | 5-1       | Cina       |

### Semifinali
| Squadra 1 | Risultato     | Squadra 2           |
| --------- | ------------- | ------------------- |
| Oman      | 2-2 (1-0 dcr) | Iran                |
| Giappone  | 2-1           | Emirati Arabi Uniti |

### 3º-4º posto
| Squadra 1 | Risultato | Squadra 2           |
| --------- | --------- | ------------------- |
| Iran      | 6-2       | Emirati Arabi Uniti |

### Finale
| Squadra 1 | Risultato | Squadra 2 |
| --------- | --------- | --------- |
| Giappone  | 2-1       | Oman      |

## Classifica Finale
Queste le posizioni nel dettaglio.
| Pos | Team                |
| --- | ------------------- |
| 1   | Giappone            |
| 2   | Oman                |
| 3   | Iran                |
| 4   | Emirati Arabi Uniti |
| 5   | Cina                |
| 6   | Bahrein             |
| 7   | Uzbekistan          |
| 8   | Siria               |
| 9   | Iraq                |
| 10  | Kuwait              |
| 11  | Indonesia           |